# Саудијска газела
Саудијска газела (лат. Gazella saudiya) је врста сисара из реда папкара (Artiodactyla) и породице шупљорожаца (Bovidae). 

## Угроженост
Ова врста је наведена као изумрла, што значи да нису познати живи примерци.

## Распрострањење
Ареал врсте је покривао средњи број држава. 
Врста је пре изумирања била присутна у Ираку, Саудијској Арабији, Јордану, Кувајту и Јемену.

## Станиште
Раније станиште врсте је било екосистеми ниских трава и шумски екосистеми. 